# Fjoergyn
A Fjoergyn egy 2003-ban alapított folk-, viking-, avantgarde metal zenét játszó német együttes. Nevük az izlandi mitológia viharistenségét, Fjörgünt (Fjoergyn) idézi. Számaikra a lassú tempó és az epikus atmoszféra jellemző.

## Tagok

### Jelenlegi tagok
- Stephan L. – ének, billentyűk, gitár
- Daniel D. – gitár
- André B. – basszusgitár
- Martin L. – dobok

### Korábbi tagok
- Andreas T. – basszusgitár (2004-2007)
- Stefan G. – basszusgitár (2007)
- Arthur J. – gitár (2007-2008)

## Diszkográfia
- Ernte Im Herbst (2005) – Black Attakk
- Sade Et Masoch (2007) – Reartone
- Jahreszeiten (2009) – Trollzorn

## Külső hivatkozások
- Fjoergyn hivatalos honlap
- Encyclopaedia Metallum adatlap